# Soro contra o veneno da víbora europeia
O soro contra o veneno da víbora europeia é um tipo de soro, com finalidade de neutralizar o veneno de víboras. Trata-se de globulinas obtidas por fração do soro de animais contra-o ou venenos.